# Historia de las campañas militares romanas

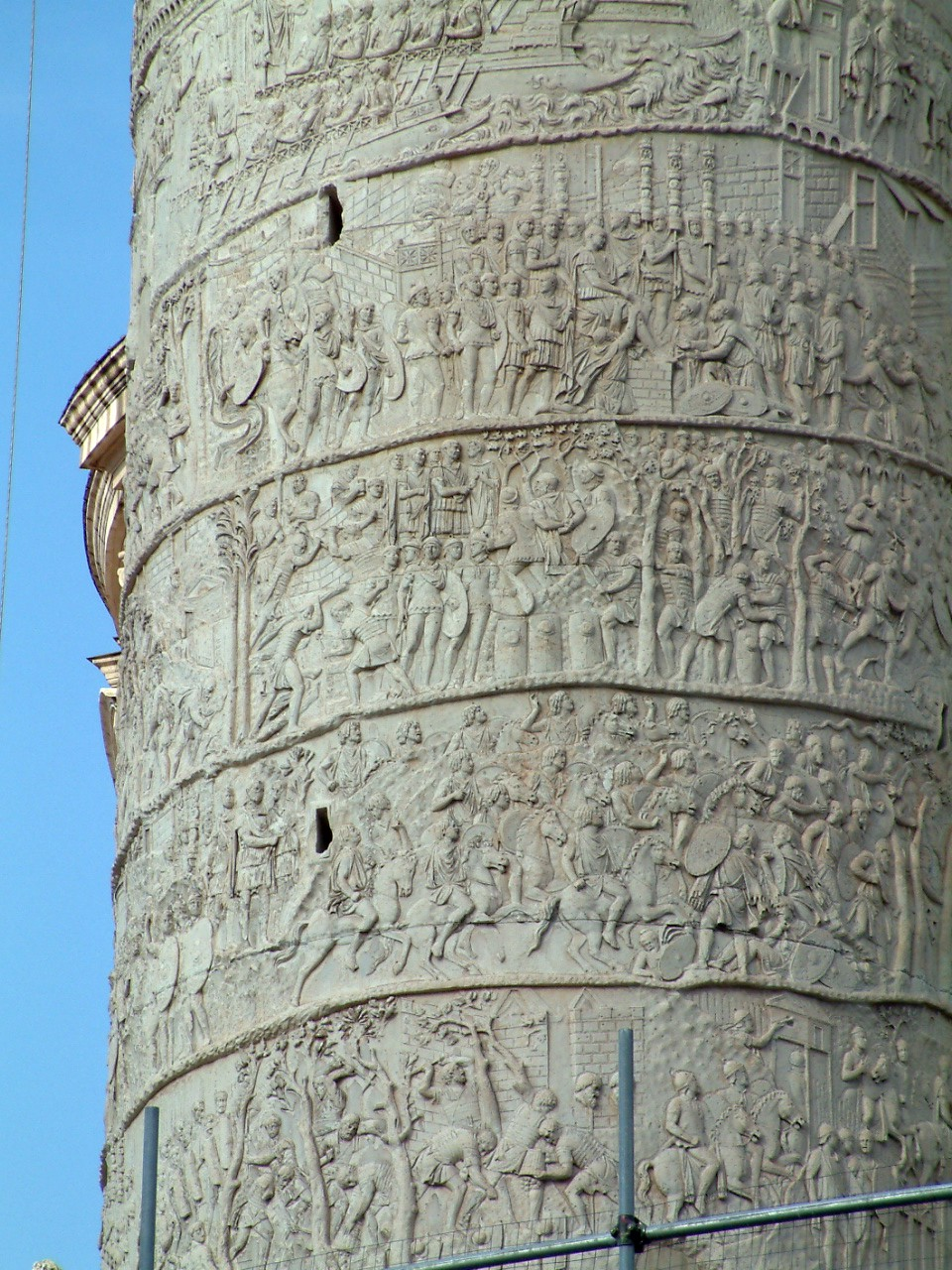
La columna de Trajano (concluida en 114 d. C.) es un monumento conmemorativo de alto valor histórico. En los relieves aparecen representadas más de 2000 figuras humanas que aportan valiosa información sobre el ejército romano y la campaña trajanea en la Dacia. Representa las victorias del emperador Trajano contra los dacios. Junto con los arcos de triunfo es uno de los legados históricos más llamativos de las campañas militares romanas que se han conservado hasta nuestros días.

La historia de la Antigua Roma —originalmente una ciudad-estado de Italia y después un imperio que cubría gran parte de Eurasia y el norte de África—, desde el siglo IX a. C. hasta el siglo V d. C., está muy ligada a su historia militar. El núcleo de la historia de las campañas militares romanas es el relato de las batallas terrestres del ejército romano, desde su defensa inicial y posterior conquista de las ciudades de las colinas vecinas de la península itálica, hasta la lucha final del Imperio romano de Occidente por su propia existencia contra los invasores hunos, vándalos y germanos tras la división del Imperio en los Imperios de Oriente y Occidente. A pesar de que el Bajo Imperio se extendía por las tierras de la periferia del Mediterráneo, en la historia militar de Roma las batallas navales fueron, por lo general, menos significativas que las batallas terrestres, debido a su dominio casi incuestionable del mar tras las feroces luchas navales de la primera guerra púnica.
En primer lugar, el ejército romano luchó contra sus vecinos tribales y los pueblos etruscos de Italia; posteriormente llegó a dominar gran parte del Mediterráneo y más allá, incluyendo la provincia de Britania y Asia Menor en el apogeo del Imperio. Al igual que sucedió con la mayoría de las civilizaciones antiguas, el ejército de Roma sirvió para el triple propósito de asegurar sus fronteras, explotar las zonas periféricas, mediante medidas tales como imponer tributos sobre los pueblos conquistados, y mantener el orden interno. Desde el principio, el ejército romano tipificó esta pauta y la mayoría de las campañas de Roma estuvieron caracterizadas por uno de estos tipos: el primero es la campaña territorial expansionista, que normalmente empezaba en forma de contraofensiva, en la que cada victoria conllevaba la subyugación de grandes extensiones de territorio y que permitió a Roma pasar de ser un pequeño pueblo al tercer imperio más grande del mundo antiguo, abarcando casi la cuarta parte de la población mundial; el segundo son las guerras civiles, que azotaron a Roma con frecuencia desde su misma fundación hasta su desaparición final.
Los ejércitos romanos no eran invencibles, a pesar de su formidable reputación y el gran número de sus victorias. Durante siglos, los romanos «produjeron su propia ración de incompetentes» que condujeron a sus ejércitos a derrotas catastróficas. No obstante, el destino de los mayores enemigos de Roma, como Pirro y Aníbal, solía ser el de ganar las batallas pero perder la guerra. La historia de las campañas romanas es, ante todo, la historia de una persistencia obstinada que supera terribles derrotas.

## Monarquía y primeros años de la República (756-459a.C.)

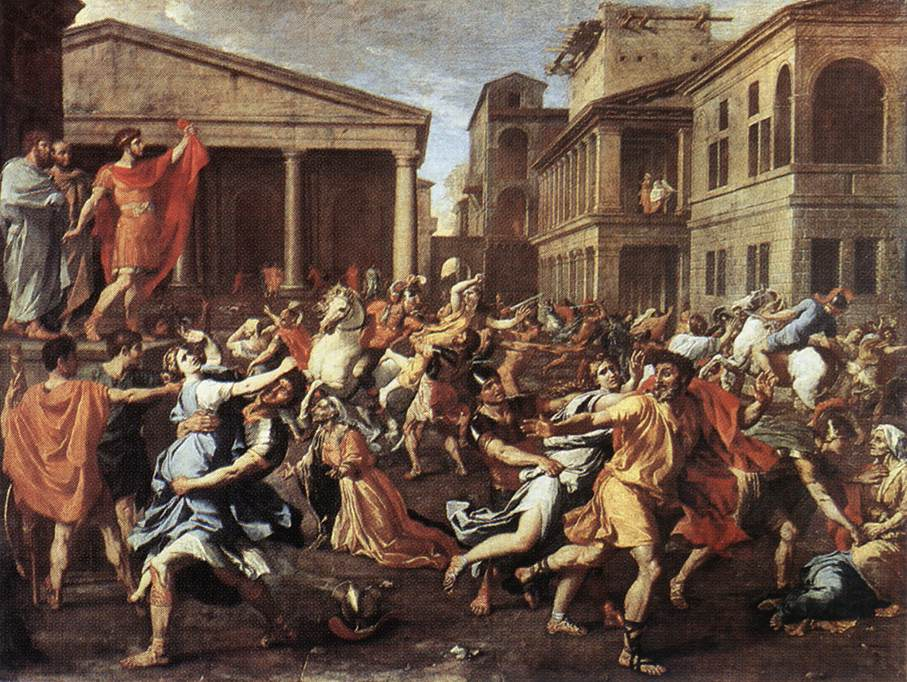
El rapto de las sabinas, de Nicolas Poussin, Roma, 1637–1638 (Museo del Louvre).

Roma es casi única en el mundo antiguo en el sentido de que su historia, militar o no, está documentada en gran detalle casi desde la misma fundación de la ciudad hasta su final. Aunque, tristemente, algunas historias se han perdido, como el relato de Trajano de las guerras dacias, y otras, como las primeras historias de Roma, son como mínimo medio apócrifas, los relatos existentes de la historia militar de Roma son sin embargo extensos.
La primera de las historias, de la época en la que Roma se fundó como una pequeña villa tribal, hasta la caída de los reyes de Roma, es la que peor preservada está. Esto es, porque, aunque los primeros romanos solo sabían escribir hasta cierto punto, o bien carecían de la voluntad necesaria para registrar su historia, o bien las historias que registraron se perdieron.
Aunque el historiador romano Tito Livio enumera una serie de siete reyes de la Roma primordial en su trabajo Ab Urbe Condita, desde su establecimiento y a través de sus primeros años, los cuatro primeros «reyes» (Rómulo, Numa Pompilio, Tulio Hostilio y Anco Marcio) son casi con total seguridad completamente ficticios. El historiador Michael Grant y otros afirman que antes de que se estableciera el reinado etrusco de Roma bajo el quinto rey tradicional, Lucio Tarquinio Prisco, Roma habría estado dirigida por un líder religioso. Se sabe muy poco de la historia militar de Roma durante esta época y lo que nos ha dejado la historia es de naturaleza legendaria más que factual. Según la tradición, Rómulo fortificó una de las siete colinas de Roma, el monte Palatino, tras fundar la ciudad y Livio afirma que poco después de su fundación Roma era «igual a cualquiera de las ciudades cercanas en destreza guerrera».
La primera campaña, si se puede llamar así, en la que lucharon los romanos según este relato legendario es el rapto de las mujeres de varias villas cercanas, habitadas por el pueblo sabino, con el propósito de «engendrar a sus hijos», un suceso conocido como el rapto de las sabinas. De acuerdo con Livio, la villa sabina de Caenina respondió primero invadiendo territorio romano, pero fue repelida y la ciudad capturada. Luego, los sabinos de Antemnae fueron derrotados de manera similar y también los sabinos de Crustumerium. El grupo principal restante de los sabinos atacó Roma y capturó brevemente su ciudadela, pero fueron repelidos.
Hubo más guerras contra Fidenas, Veyes, Alba Longa, Medulia, Apiolas, y Colacia.
Bajo los reyes etruscos Lucio Tarquinio Prisco, Servio Tulio  y Tarquinio el Soberbio, Roma se expandió hacia el noroeste, entrando en conflicto de nuevo con Veyes tras la expiración del tratado que había terminado con su guerra anterior. Hubo otra campaña más contra Gabii y más tarde contra los rútulos. Los reyes etruscos fueron derrocados  como parte de una reducción más amplia del poder etrusco en la región durante este periodo; Roma se reformó como república, una forma de gobierno basada en la representación popular, en contraste con el anterior reinado autocrático.

## República romana antigua (458-282a.C.)

### Primeras campañas italianas (458-396a.C.)
Las primeras guerras romanas no apócrifas fueron guerras de expansión y defensa cuyo objetivo era proteger a Roma de las ciudades y naciones vecinas y establecer su territorio en la región. Floro escribe que en esta época:

Sus vecinos, por todos los lados, los acosaban continuamente… y, por cualquier puerta por la que salieran, siempre se encontraban con un enemigo.

Aunque las fuentes discrepan, es posible que Roma fuera sitiada dos veces por los ejércitos etruscos en este periodo: la primera vez alrededor del 509 a. C. bajo el recién depuesto rey Tarquinio el Soberbio; y de nuevo en 508 a. C. por el etrusco Lars Porsenna.
Inicialmente, los vecinos inmediatos de Roma eran pueblos o villas latinas, con un sistema tribal similar al de Roma, o bien sabinos tribales de los montes Apeninos y más allá. Uno tras otro, Roma venció a los persistentes sabinos, a las ciudades locales que estaban bajo control etrusco y a los pueblos latinos que habían desechado a sus gobernantes etruscos (como había hecho Roma). Roma venció a los lavinios y a Tusculum en la batalla del Lago Regilo en 496 a. C., a los sabinos en una batalla desconocida en 446 a. C., a los ecuos en la batalla del Monte Álgido en 458 a. C. y en la batalla de Corbión en 446 a. C.), a los volscos  en la batalla de Corbión  en 446 a. C. y la captura de Antium en 377 a. C.), a los auruncos en la batalla de Aricia, y a los veyentes en la batalla del Crémera en 477 a. C., la captura de Fidenas en 435 a. C. y el sitio de Veyes en 396 a. C. Tras vencer a los veyentes, los romanos habían completado efectivamente la conquista de sus vecinos etruscos inmediatos, además de asegurar su posición contra la amenaza inmediata que suponían los pueblos de los montes Apeninos.
Sin embargo, Roma controlaba todavía un área muy limitada; los asuntos de Roma tenían poca importancia incluso en el contexto de Italia —por ejemplo, los restos de los veyentes se encuentran enteramente en el interior de los suburbios de la Roma moderna y los asuntos de Roma solo empezaban a llamar la atención de los griegos: la fuerza cultural dominante en esa época—. En ese momento, la mayor parte de Italia seguía en manos de los latinos, los sabinos, los samnitas y otros pueblos de la parte central de Italia, de las colonias griegas del sur y, sobre todo, de los pueblos celtas, incluyendo los galos, por el norte. En esta época, la civilización celta era vivaz, estaba creciendo en fuerza y territorio y se extendía, aunque sin cohesión, por gran parte de la Europa continental. Fue a manos de los celtas galos que los romanos sufrirían una humillante derrota que retrasaría su avance y dejaría huella en la conciencia romana.

### Invasión celta de Italia (390-387a.C.)
Alrededor de 390 a. C., varias tribus galas habían empezado a invadir Italia desde el norte al ir expandiéndose su cultura por toda Europa. Esto era prácticamente desconocido para los romanos de esa época que todavía tenían intereses puramente locales; pero los romanos se alertaron cuando una tribu especialmente guerrera, los senones, invadió la provincia etrusca de Siena desde el norte y atacó la ciudad de Clusium, no muy alejada de la esfera de influencia romana. Los habitantes de Clusium, abrumados por el tamaño del enemigo en número y ferocidad, pidieron ayuda a Roma. Quizás sin pretenderlo, los romanos no se encontraron solo en conflicto con los senones, sino como su objetivo principal. Los romanos fueron a su encuentro en una batalla campal, la batalla de Alia, alrededor del 390-387 a. C. Los galos vencieron al ejército romano, de unos 15 000 hombres, y continuaron persiguiendo a los romanos que huían hasta la propia ciudad de Roma, que saquearon parcialmente hasta que fueron, o bien repelidos, o bien sobornados, probablemente fueron derrotados por el dictador exiliado Marco Furio Camilo
quien reunió a las dispersas fuerzas romanas que consistían en parte en fugitivos y, en parte en los que habían sobrevivido a la batalla de Alia, y marcharon hacia Roma. Según la tradición, tomó por sorpresa a los galos, cuando Breno, tras haber trucado las pesas en las que se medía el rescate en oro que se había fijado para la ciudad profirió la expresión Vae Victis! (¡Ay de los vencidos!); Camilo alegó que, puesto que él era dictador, ningún acuerdo era válido sin su aquiescencia, por lo que no se debía pagar rescate y contestó a Breno con otra célebre frase Non auro sed ferro liberanda est patria (Es con el hierro, no con el oro, como se libera la patria). Tras derrotar estrepitosamente a los galos en la posterior batalla, entró en la ciudad en triunfo, saludado por sus conciudadanos como alter Romulus (el otro Rómulo), pater patriae (padre de la patria) y conditor alter urbis (segundo fundador de la ciudad).
Ahora que los romanos y los galos habían derramado la sangre uno del otro, la actividad guerrera entre ambos continuaría en Italia durante más de dos siglos, incluyendo la batalla del Anio, la batalla del Lago Vadimón, la batalla de Faesulas en 225 a. C., la batalla de Telamón en 224 a. C., la batalla de Clastidio en 222 a. C., la batalla de Cremona en 200 a. C., la batalla de Mutina en 194 a. C., la batalla de Arausio en 105 a. C. y la batalla de Vercelae en 101 a. C. El problema celta no se resolvería para los romanos hasta la subyugación final de todos los galos tras la batalla de Alesia en 52 a. C.

### Expansión romana en Italia (343-282a.C.)

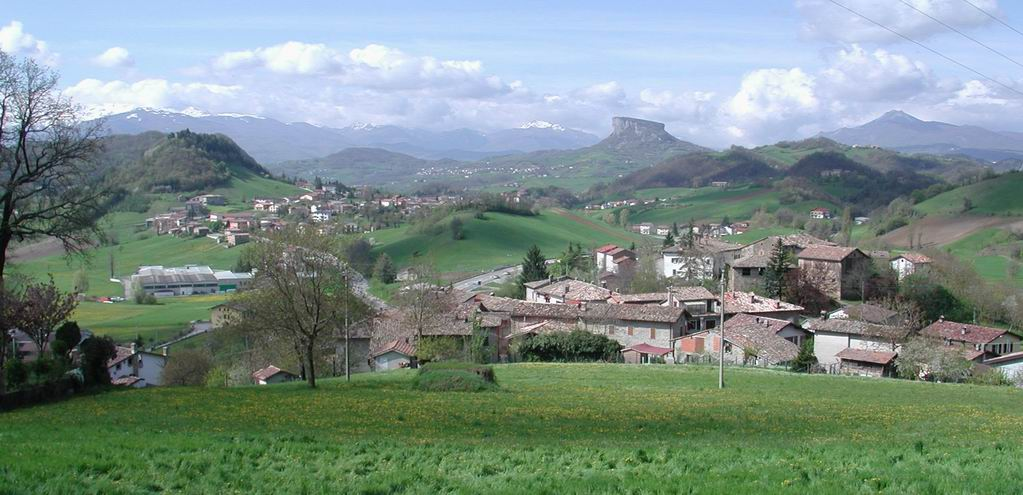
Montes Apeninos alrededor de Samnio.

Tras recuperarse con sorprendente rapidez del saqueo de Roma, los romanos retomaron inmediatamente su expansión por Italia. A pesar de sus éxitos hasta el momento, su dominio del conjunto de Italia no estaba asegurado de ninguna manera en aquel momento: los samnitas eran un pueblo tan marcial  y tan rico  como el romano y con un objetivo propio de asegurarse más tierras en las fértiles  planicies italianas sobre las que se encontraba la propia Roma. La primera guerra samnita, que tuvo lugar entre el 343 a. C. y el 341 a. C. y fue consecuencia de las incursiones generalizadas de los samnitas en el territorio de Roma, fue un episodio relativamente corto: los romanos vencieron a los samnitas tanto en la batalla del Monte Gauro, en 342 a. C., como en la batalla de Suessula, en 341 a. C., pero tuvieron que retirarse de la guerra antes de terminar con el conflicto debido a la revuelta de varios de sus aliados latinos en la segunda guerra latina.
Roma, por tanto, se vio forzada a enfrentarse alrededor del año 340 a. C. contra las incursiones samnitas en su territorio y, simultáneamente, a participar en una agria guerra contra sus anteriores aliados. Roma venció a los latinos en la batalla del Vesubio y de nuevo en la batalla de Trifano, tras lo cual las ciudades latinas quedaron obligadas a someterse al gobierno romano. Quizás debido al trato indulgente que le dispensó Roma a su enemigo vencido, los latinos se sometieron muy amigablemente al gobierno romano durante los siguientes doscientos años.
La segunda guerra samnita, del 327 al 304 a. C., fue mucho más larga y un acontecimiento mucho más serio tanto para los romanos como para los samnitas  —duró más de veinte años y constó de veinticuatro batallas  que produjeron cuantiosas bajas en ambos bandos—. La fortuna de ambos contendientes fluctuó durante el curso de la guerra: los samnitas tomaron Neapolis en la captura de Neapolis en 327 a. C. y los romanos la recuperaron antes de perder en la batalla de las Horcas Caudinas  y en la batalla de Lautulae. Luego los romanos resultaron victoriosos en la batalla de Boviano y la marea corrió fuertemente en contra de los samnitas a partir del 314 a. C. en adelante, llevándoles a pedir la paz en términos cada vez menos generosos. En 304 a. C. los romanos se habían anexionado la mayor parte del territorio samnita, fundando varias colonias. Este patrón de ir al encuentro de las agresiones y ganar terreno casi inadvertidamente en contraataques estratégicos terminaría convirtiéndose en una característica común de la historia militar de Roma.
Siete años después de su derrota, con un dominio de Roma sobre la zona que parecía asegurado, los samnitas se alzaron de nuevo y vencieron a los romanos en la batalla de Camerino en 298 a. C., comenzando así la tercera guerra samnita. Con este éxito consiguieron reunir una coalición de varios enemigos anteriores de Roma, de los que probablemente todos deseaban evitar que ninguna de las facciones dominara toda la región. El ejército que se enfrentó a los romanos en la batalla de Sentino  en 295 a. C. incluía a los samnitas, los galos, los etruscos y los umbros. Cuando el ejército romano obtuvo una convincente victoria sobre estas fuerzas combinadas, debió quedar claro que poco se podía hacer para evitar el dominio romano de Italia. En la batalla de Populonia, en 282 a. C., Roma terminó con los últimos vestigios del poder etrusco en la región.

## República romana media (281-148a.C.)

### Guerra pírrica (280-275a.C.)

Ruta de Pirro de Epiro.

Al final del siglo III a. C. Roma se había establecido como la gran potencia de la península itálica, pero todavía no había entrado en conflicto con las potencias militares dominantes del Mediterráneo de la época: Cartago y los reinos griegos. Roma había vencido completamente a los samnitas, dominaba a sus pueblos latinos compañeros y había reducido en gran medida el poder etrusco en la región. Sin embargo, el sur de Italia estaba controlado por las colonias griegas de la Magna Grecia, que habían sido aliadas de los samnitas, y la continua expansión de Roma hizo surgir el inevitable conflicto.
Cuando, tras una disputa diplomática entre Roma y la colonia griega de Tarento, estalló una guerra abierta en la batalla naval de Turios, Tarento pidió ayuda militar a Pirro, rey de Epiro. Motivado por sus obligaciones diplomáticas con Tarento y un deseo personal de realización militar, Pirro trasladó un ejército griego de unos 25 000 hombres  y un contingente de elefantes de guerra en 280 a. C. a suelo italiano, donde sus fuerzas se unieron a algunos colonos griegos y una parte de los samnitas que se rebeló contra el control romano.
El ejército romano todavía no había visto elefantes en batalla  y su inexperiencia inclinó la balanza en favor de Pirro en la batalla de Heraclea, en 280 a. C., y de nuevo en la batalla de Asculum en 279 a. C. A pesar de estas victorias, la posición de Pirro en Italia era insostenible. Roma rechazó firmemente negociar con Pirro mientras su ejército permaneciera en Italia. Además, Roma firmó un tratado de apoyo mutuo con Cartago y Pirro descubrió que, contrariamente a sus expectativas, ninguno de los otros pueblos itálicos se uniría a la causa griega y samnita. Al sufrir unas pérdidas inaceptables en cada enfrentamiento con el ejército romano y no lograr encontrar más aliados en Italia, Pirro se retiró de la península e hizo campaña en Sicilia contra Cartago, abandonando a sus aliados a hacer frente a los romanos por su cuenta.
Cuando su campaña siciliana también terminó siendo un fracaso, a petición de sus aliados italianos, Pirro volvió a Italia para enfrentarse a Roma una vez más. En 275 a. C., Pirro se enfrentó de nuevo al ejército romano en la batalla de Benevento. Esta vez los romanos habían ideado métodos para tratar con los elefantes de guerra, incluyendo el uso de jabalinas, fuego y, según una fuente, simplemente golpear fuertemente a los elefantes en la cabeza. Aunque la batalla de Benevento no fue decisiva, Pirro se dio cuenta de que tantos años de campañas extranjeras habían agotado y mermado a su ejército y, viendo poca esperanza de mayores ganancias, se retiró completamente de Italia.
Sin embargo, los conflictos con Pirro tendrían un gran efecto en Roma. Esta había demostrado ser capaz de hacer frente a las potencias militares dominantes del Mediterráneo y demostró con mayor seguridad que los reinos griegos eran incapaces de defender sus colonias en Italia y en otras partes del extranjero. Roma ocupó rápidamente el sur de Italia, subyugando y dividiendo la Magna Grecia. Dominando efectivamente la península itálica  y con una demostrada reputación militar internacional, Roma empezó a mirar hacia afuera para expandirse más allá del suelo italiano. Como los Alpes formaban una barrera natural al norte y Roma no tenía interés en enfrentarse de nuevo a los fieros galos en batalla, la mirada de la ciudad se volvió hacia Sicilia y las islas del Mediterráneo, una política que los llevaría al conflicto directo con su anterior aliado, Cartago.

### Guerras púnicas (264-146a.C.)

Teatro de las guerras púnicas.

Roma empezó a hacer la guerra fuera de la península itálica en las guerras púnicas contra Cartago, antigua colonia fenicia  de la costa norte de África que se había desarrollado hasta ser un estado poderoso. Estas guerras, que comenzaron en 264 a. C., fueron probablemente el mayor conflicto de la Antigüedad  y vieron a Roma convertirse en una potencia mediterránea con territorios en Sicilia, África del Norte, España y, tras las guerras macedónicas, Grecia.
La primera guerra púnica comenzó en 264 a. C., cuando las colonias griegas de Sicilia empezaron a apelar a las dos potencias entre las que se encontraban (Roma y Cartago) para resolver conflictos internos. Los deseos de Roma y Cartago de verse implicados en los asuntos de una tercera parte podrían indicar su voluntad de comprobar mutuamente su poder sin entrar en una guerra completa de aniquilación; había ciertamente un considerable desacuerdo dentro de Roma sobre la pertinencia de buscar la guerra. La guerra comenzó muy pronto en Sicilia, con batallas terrestres como la de Agrigento, pero el teatro de operaciones se trasladó después a las batallas navales en las costas de Sicilia y África. Para los romanos, la guerra naval era un concepto relativamente inexplorado. Antes de la primera guerra púnica, en 264 a. C., no existía una armada romana como tal, ya que todas las guerras anteriores de Roma se habían librado en Italia. La nueva guerra en Sicilia contra Cartago, una gran potencia naval, forzó a Roma a construir rápidamente una flota y entrenar marineros.
Roma se estrenó en la guerra naval «como un ladrillo en el agua» y las primeras batallas navales de la primera guerra púnica fueron verdaderas catástrofes, como era razonable esperar de una ciudad que no tenía una verdadera experiencia en guerra naval. Sin embargo, después de entrenar a más marineros e inventar una máquina de abordar llamada corvus (en español, cuervo), una fuerza naval romana bajo el mando de Cayo Duilio consiguió derrotar contundentemente a una flota cartaginesa en la batalla de Milas. En solo cuatro años, un estado sin ninguna experiencia naval había conseguido superar en batalla a una potencia marítima importante. Se sucedieron otras victorias navales en la batalla de Tíndaris y la batalla del Cabo Ecnomo.
Tras haber ganado el control de los mares, una fuerza romana desembarcó en la costa africana bajo el mando de Régulo, que en principio fue victorioso, ganando la batalla de Adís  y forzando a Cartago a pedir la paz. Sin embargo, los términos de la paz que proponía Roma eran tan duros que las negociaciones fracasaron  y, en respuesta, los cartagineses contrataron a Jantipo, un mercenario de la marcial ciudad-estado griega de Esparta, para reorganizar y liderar su ejército. Jantipo consiguió aislar al ejército romano de su base y restablecer la supremacía naval de Cartago; luego venció y capturó a Régulo  en la batalla de Túnez.
A pesar de ser derrotados en el suelo africano, con sus nuevas habilidades navales, los romanos vencieron contundentemente de nuevo a los cartagineses en una batalla naval —en gran parte mediante las innovaciones tácticas de la flota romana—, la batalla de las Islas Egadas, y dejando a Cartago sin flota y sin dinero suficiente para construir una. Para una potencia marítima, la pérdida de su acceso al Mediterráneo afectó financiera y psicológicamente y los cartagineses volvieron a pedir la paz, durante la cual los romanos lucharon con los liguros y con los insubros.
La continua desconfianza condujo a la renovación de las hostilidades en la segunda guerra púnica, cuando Aníbal Barca, un miembro de la familia Bárcida de la nobleza cartaginesa, atacó Sagunto, una ciudad con lazos diplomáticos con Roma. Luego Aníbal formó un ejército en España y cruzó los Alpes italianos para invadir Italia. En la primera batalla en suelo italiano, la batalla del Ticino, en 218 a. C., Aníbal venció a los romanos, bajo el mando de Escipión el Viejo, en una pequeña batalla de caballería. El éxito de Aníbal continuó con las victorias en la batalla del Trebia, la batalla del Lago Trasimeno, y la batalla de Cannas, en lo que se considera una de las grandes obras maestras del arte táctico; durante un tiempo «Aníbal parecía invencible», capaz de doblegar a los ejércitos romanos a voluntad.
En las tres batallas de Nola, el general romano Marco Claudio Marcelo consiguió contener a Aníbal, pero luego Aníbal aplastó a una sucesión de ejércitos consulares romanos en la primera batalla de Capua, la batalla del Silaro, la segunda batalla de Herdonia, la batalla de Numistro y la batalla de Asculum. Por entonces, el hermano de Aníbal, Asdrúbal Barca, quería cruzar los Alpes hacia Italia y unirse a su hermano con un segundo ejército. Aunque vencido inicialmente en España en la batalla de Baecula, el ejército de Cayo Claudio Nerón venció a Asdrúbal en la batalla del Metauro.
Incapaces de vencer a Aníbal por sí mismos en suelo italiano y con Aníbal atacando ferozmente la campiña italiana pero poco dispuesto o incapaz de destruir la propia Roma, los romanos tuvieron la audacia de enviar un ejército a África con la intención de amenazar la capital cartaginesa. En 203 a. C., en la batalla de los Llanos del Bagradas, el ejército invasor romano, bajo el mando de Escipión el Africano, venció al ejército cartaginés de Asdrúbal Giscón y Sifax; Aníbal se retiró a África. En la famosa batalla de Zama, Escipión venció contundentemente  —quizás incluso aniquiló al ejército de Aníbal en el Norte de África—, poniendo fin a la segunda guerra púnica.
Cartago nunca consiguió recuperarse tras la segunda guerra púnica  y la tercera guerra púnica que siguió fue en realidad una simple misión punitiva para arrasar la ciudad de Cartago hasta sus cimientos. Cartago estaba prácticamente indefensa; cuando fue asediada, ofreció su rendición inmediata accediendo a una serie de exigencias escandalosas por parte de Roma. Los romanos rechazaron la rendición, exigiendo como un término de rendición más la completa destrucción de la ciudad; viendo que no tenían mucho que perder, los cartagineses se prepararon para luchar. En la batalla de Cartago, tras un breve asedio, la ciudad fue asaltada y completamente destruida, y su cultura «casi totalmente extinguida».

### Guerras ilíricas (229-219a.C.)
Tras la primera guerra púnica, los romanos volcaron su actividad militar en intentar erradicar la piratería que asolaba el mar Adriático. Detrás de estos actos que hacían peligrar las rutas comerciales de los romanos estaba la reina Teuta, señora de Iliria. Cuando los romanos intentaron entablar negociaciones con ella mediante el envío de embajadores, Teuta dio orden de darles muerte, lo que desembocó en un conflicto que se conoce como Primera Guerra Ilírica (229-228 a. C.). Durante la guerra, los cónsules Lucio Postumio Albino y Cneo Fulvio Centumalo, a la cabeza de un ejército, lograron vencer a los ilirios, establecieron una gran parte del territorio como un protectorado romano y coronaron monarca a Demetrio de Faros a fin de que controlara a la reina Teuta.
Durante ocho años se mantuvo la paz entre ilirios y romanos, pero en 220 a. C., Demetrio de Faros, viendo que Roma estaba luchando contra los celtas de la Galia Cisalpina e iniciando las hostilidades con Cartago (segunda guerra púnica) alimentó sus ansias expansionistas creyendo que Roma, que ya estaba luchando con otros dos contendientes, no sería capaz de responder a una ofensiva por su parte. Demetrio, a la cabeza de una flota de noventa navíos de guerra, inició las hostilidades con Roma en 220 a. C., a pesar de que habían sido los propios romanos los que le habían brindado la oportunidad de acceder al poder. Este conflicto se conocería como Segunda Guerra Ilírica. Tras una serie de victorias sin importancia, Demetrio fue derrotado por el almirante naval Lucio Emilio Paulo, padre del general Lucio Emilio Paulo Macedónico, vencedor en la tercera guerra macedónica. Tras su derrota, Demetrio huyó a la corte de Filipo V de Macedonia, donde permaneció como uno de los mayores consejeros del monarca heleno.

### Conquista de la península ibérica (218-19a.C.)

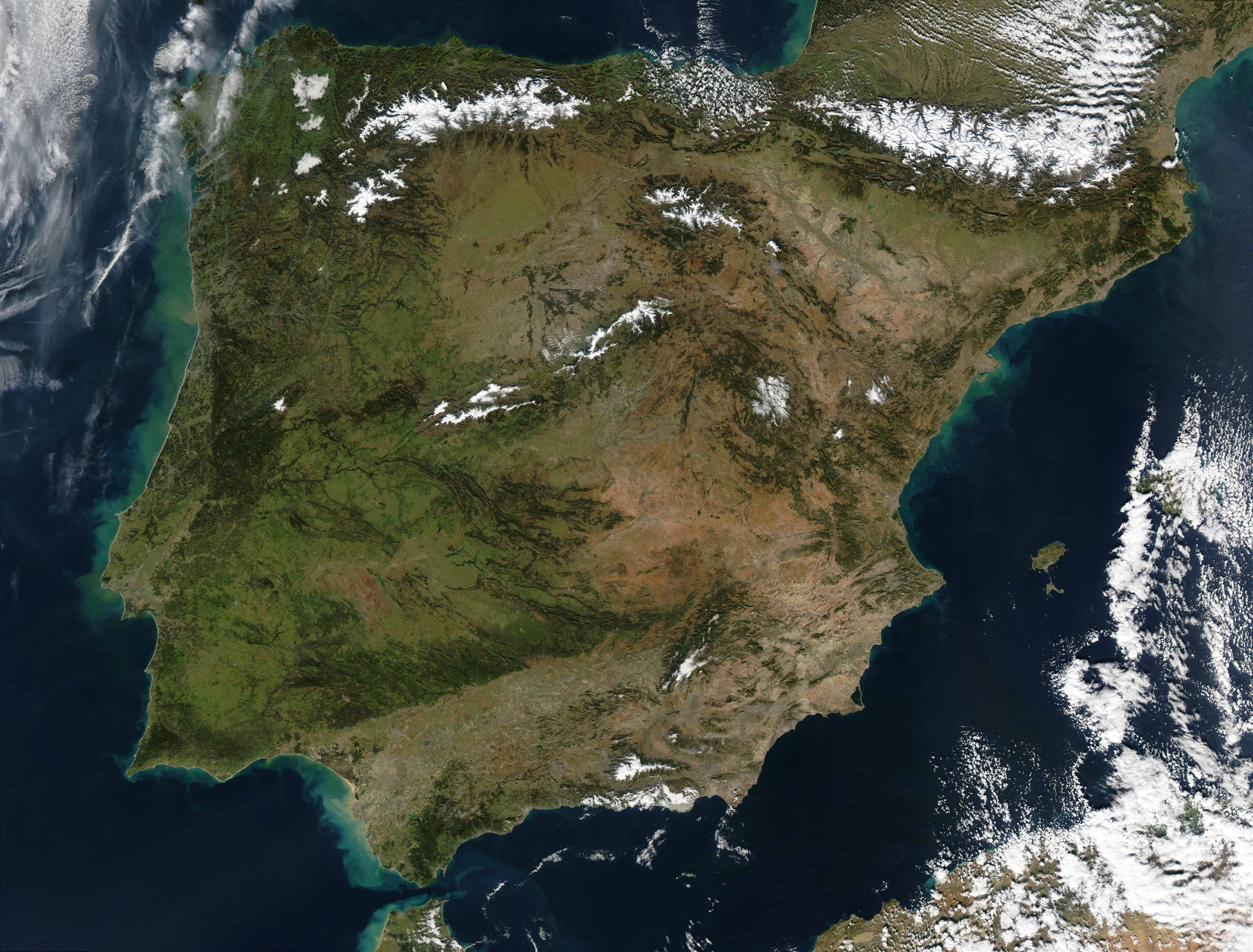
Vista de satélite de la península ibérica.

El conflicto de Roma con los cartagineses en las guerras púnicas les llevó a expandirse por la península ibérica, las actuales España y Portugal. El imperio púnico de la familia bárcida consistía en territorios de Iberia, gran parte del cual quedó bajo control romano durante las guerras púnicas. Italia siguió siendo el principal teatro de la guerra durante gran parte de la segunda guerra púnica, pero los romanos también intentaron destruir el imperio bárcida en Iberia y evitar que los principales aliados púnicos conectaran con las fuerzas de Italia.
Con los años, Roma se había expandido gradualmente a lo largo de la costa sur de Iberia hasta capturar la ciudad de Sagunto en 211 a. C. Tras dos importantes expediciones militares a Iberia, los romanos terminaron aplastando el control cartaginés de la península en 206 a. C., en la batalla de Ilipa, y la península pasó a ser una provincia de Roma conocida como Hispania. A partir del 206 a. C., la única oposición al control romano de la península provino de las propias tribus nativas celtíberas, que debido a su falta de cohesión no consiguieron evitar la expansión romana.
Tras dos rebeliones a pequeña escala en 197 a. C., en 195-194 a. C. estalló la guerra entre los romanos y el pueblo lusitano, llamada guerra lusitana, en lo que hoy es Portugal. En 179 a. C., los romanos habían conseguido pacificar la mayor parte de la región y ponerla bajo su control.
Alrededor de 154 a. C., resurgió una importante revuelta en Numancia, conocida como la Primera Guerra Numantina, en la que se produjo una larga guerra de resistencia entre las fuerzas en avance de la república romana y las tribus lusitanas de Hispania. El pretor Servio Sulpicio Galba y el procónsul Lucio Licinio Lúculo llegaron en 151 a. C. y comenzaron el proceso de dominar a la población local. Galba traicionó a los líderes lusitanos, a los que había invitado a unas negociaciones de paz y que luego mató, en 150 a. C., dando un fin poco glorioso a la primera fase de la guerra.
Los lusitanos se sublevaron de nuevo en 146 a. C. bajo un nuevo líder llamado Viriato, invadiendo Turdetania (sur de España) en una guerra de guerrillas. Los lusitanos gozaron de un éxito inicial, venciendo al ejército romano en la batalla de Tribola y saqueando Carpetania, y luego venciendo a un segundo ejército romano en la Primera Batalla del Monte Venus, en 146 a. C., de nuevo saqueando una ciudad cercana (Segóbriga). En 144 a. C., el general Quinto Fabio Máximo Emiliano hizo una exitosa campaña contra los lusitanos, pero fracasó en sus intentos de arrestar a Viriato.
En 144 a. C., Viriato formó una liga contra Roma con varias tribus celtíberas y las persuadió para que se alzaran también contra Roma en la Segunda Guerra Numantina. La nueva coalición de Viriato venció a los ejércitos romanos en la Segunda Batalla de Venus en 144 a. C. En 139 a. C. fue finalmente asesinado mientras dormía por tres de sus compañeros, a los que Roma había prometido recompensas. En 136 y 135 a. C. se hicieron otros intentos para obtener un control completo sobre la región de Numancia, pero fracasaron. En 134 a. C., el cónsul Escipión Emiliano consiguió finalmente suprimir la rebelión tras su exitoso sitio de Numancia.
Como la invasión romana de la península ibérica había comenzado en el sur con los territorios del Mediterráneo controlados por los Bárcidas, la última región de la península en quedar subyugada estaba muy al norte. Las guerras cántabras, o astur-cántabras, del 29 a. C. al 19 a. C., tuvieron lugar durante la conquista romana de estas provincias norteñas de Cantabria, Asturias, León, y mitad norte de Zamora. Iberia quedó completamente ocupada en 25 a. C. y la última revuelta fue sofocada en 19 a. C.

### Grecia y Macedonia (215-148a.C.)

Iliria, Macedonia y Grecia.

La preocupación de Roma con su guerra con Cartago le proporcionó a Filipo V de Macedonia, en el norte de Grecia, la oportunidad de intentar extender su poder hacia el oeste. Filipo envió embajadores al campamento de Aníbal en Italia para negociar una alianza como enemigos comunes de Roma. Sin embargo, Roma descubrió este acuerdo cuando los emisarios de Filipo, junto con los de Aníbal, fueron capturados por una flota romana. Queriendo evitar que Filipo ayudara a Cartago en Italia o cualquier otro lugar, Roma buscó aliados en Grecia para hacer una guerra por delegación contra Macedonia en su lugar, encontrándolos en la Liga Etolia de ciudades-estado griegas en el Egeo en la actual Turquía, los ilirios al norte de Macedonia y las ciudades-estado de Pérgamo y Rodas, que hoy en día se encuentran en el Egeo en la actual Turquía.
En la primera guerra macedónica, Roma solo se implicó directamente en algunas operaciones terrestres, y cuando los etolios pidieron la paz con Filipo, la pequeña fuerza expedicionaria romana, sin más aliados en Grecia, pero habiendo conseguido su objetivo de mantener ocupado a Filipo y evitar que ayudara a Aníbal, estaba lista para firmar la paz. Roma y Macedonia firmaron un tratado en Fenice en 205 a. C., que prometía a Roma una pequeña indemnización, y que formalmente terminaba con la primera guerra macedónica.
En 200 a. C., Macedonia empezó a ocupar territorio reclamado por varias ciudades estado griegas, y estas solicitaron ayuda de su nuevo aliado, Roma. Roma le dio a Filipo un ultimátum por el que debía someter Macedonia para que fuera esencialmente una provincia romana. Filipo, naturalmente, lo rechazó y, tras cierta renuencia interna a mayores hostilidades, Roma le declaró la guerra a Filipo en la segunda guerra macedónica. En la Batalla del Aoo, las fuerzas romanas de Tito Quincio Flaminino vencieron a los macedonios, y en 197 a. C., en una segunda batalla de mayor envergadura, bajo los mismos comandantes, la batalla de Cinoscéfalos, Flaminino volvió a vencer a los macedonios de forma contundente. Macedonia se vio forzada a firmar un tratado por el que renunciaba a todos sus reivindicaciones sobre el territorio de Grecia y Asia y tenía que pagar una indemnización de guerra a Roma.
Entre la segunda y la tercera guerra macedónica, Roma encaró más conflictos en la región debido a una cambiante maraña de rivalidades, alianzas y ligas que buscaban obtener mayor influencia. Después de la derrota de Macedonia en la segunda guerra macedónica de 197 a. C., la ciudad-estado griega de Esparta entró en el vacío de poder parcial de Grecia. Temiendo que los espartanos adquirieran un control cada vez mayor de la región, los romanos recurrieron a la ayuda de sus aliados para embarcarse en la guerra entre Roma y Esparta, venciendo al ejército espartano en la batalla de Gitión en 195 a. C. También lucharon con sus anteriores aliados, la Liga Etolia, en la guerra etolia, contra los istrianos en la guerra istriana, contra los ilirios en las guerras ilíricas, y contra Acaya en la guerra acaya.
Luego Roma centró su atención en Antíoco III del Imperio seléucida, al este. Tras unas lejanas campañas en Bactria, India, Persia y Judea, Antíoco se trasladó a Asia Menor y Tracia para proteger varios pueblos costero, un movimiento que le llevó a entrar en conflicto con los intereses romanos. Una fuerza romana bajo el mando de Manio Acilio Glabrio venció a Antíoco en la batalla de las Termópilas y le forzaron a evacuar Grecia: luego los romanos persiguieron a los seléucidas más allá de Grecia, venciéndolos de nuevo en las batallas navales de Eurimedonte y Mioneso, y finalmente en la decisiva batalla de Magnesia.
En 179 a. C., Filipo murió y su talentoso y ambicioso hijo, Perseo, tomó el trono y mostró un renovado interés en Grecia. También se alió con los belicosos bastarnos, y tanto esto como sus acciones en Grecia violaron posiblemente el tratado que firmó su padre con los romanos o, si no, ciertamente no era «comportarse como debe hacerlo un subordinado [según Roma]». Roma le declaró de nuevo la guerra a Macedonia, dando comienzo a la tercera guerra macedónica. Inicialmente, Perseo tuvo más éxitos militares contra los romanos que su padre, al ganar la batalla de Callicinus contra un ejército consular romano. Sin embargo, como con casi todos estos atrevimientos de la época, Roma respondió simplemente enviando otro ejército. El segundo ejército consular venció debidamente a los macedonios en la batalla de Pidna en 168 a. C. y los macedonios, sin las reservas de que disponían los romanos y con el rey Perseo capturado, capitularon, dando fin a la tercera guerra macedónica.
La cuarta guerra macedónica, que tuvo lugar desde 150 a. C. hasta 148 a. C., fue la guerra final entre Roma y Macedonia. Comenzó cuando Andrisco usurpó el trono macedonio. Los romanos reunieron un ejército consular bajo el mando de Quinto Cecilio Metelo, que venció con rapidez a Andrisco en la Segunda Batalla de Pidna.

## República romana tardía (147-30a.C.)

### Guerra de Jugurta (111-104a.C.)
En las anteriores guerras púnicas, Roma había obtenido grandes extensiones de territorio en África, que consolidaron en los siglos posteriores, y buena parte de él había sido concedido al reino de Numidia, un reino de la costa norteafricana que se aproxima a la actual Argelia, en pago por su ayuda militar del pasado. La guerra de Jugurta de 111–104 a. C. enfrentó a Roma contra Jugurta de Numidia y constituyó la pacificación romana final del Norte de África, después de la cual Roma dejó de expandirse en ese continente tras alcanzar las barreras naturales de desierto y la montaña. Tras la usurpación del trono numidio por parte de Jugurta, un aliado leal a Roma desde las guerras púnicas, Roma se vio obligada a intervenir. Jugurta sobornó imprudentemente a los romanos para que aceptaran su usurpación y se le concedió la mitad del reino. Tras posteriores agresiones e intentos de soborno, los romanos enviaron un ejército para hacerle frente. Los romanos fueron derrotados en la batalla de Suthul pero respondieron mejor en la batalla de Muthul  y finalmente vencieron a Jugurta en la batalla de Thala, la batalla de Mulucha, y la batalla de Cirta. Al final, Jugurta fue capturado, no en batalla sino por traición, y se dio fin a la guerra.

### Resurgimiento de la amenaza celta (121-101a.C.)
En 121 a. C., los recuerdos de Roma siendo saqueada por las tribus celtas de la Galia todavía estaban frescos a pesar de su distancia histórica, habiéndose convertido en un relato legendario que se enseñaba a todas las generaciones de jóvenes romanos. Sin embargo, Roma iba a enfrentarse a un resurgimiento de la amenaza celta dos veces en los siguientes veinte años. Primero, en 121 a. C., Roma entró en contacto con las tribus celtas de los alóbroges y los arvernos, ambas vencidas con aparente facilidad en la Primera Batalla de Aviñón, cerca del río Ródano, y en la Segunda Batalla de Aviñón, aquel mismo año.
La guerra cimbria (113-101 a. C.) fue un asunto mucho más serio que los enfrentamientos de 121 a. C. Las tribus germánico-celtas de los cimbrios y los teutones emigraron desde el norte de Europa hacia los territorios norteños de Roma, enfrentándose a Roma y sus aliados. La Guerra Cimbria fue la primera vez desde la segunda guerra púnica que Italia y la propia Roma habían estado seriamente amenazadas, y causó un gran miedo en Roma durante un tiempo. Cuando los cimbrios le concedieron involuntariamente un respiro a los romanos desviándose para saquear España, Roma tuvo la oportunidad de prepararse cuidadosamente y enfrentarse con éxito a los cimbrios, en la batalla de Aquae Sextae y la batalla de Vercelae.

### Tensiones internas (135-71a.C.)
Las numerosas campañas en el extranjero de los generales romanos y la recompensa a los soldados con los saqueos de estas campañas provocó una tendencia general a que los soldados se hicieran más leales a sus generales que al estado, y una voluntad de seguir a sus generales hacia una batalla contra el estado. Además, Roma fue acosada por varios levantamientos de esclavos durante este periodo, en parte porque durante el siglo anterior se habían entregado muchas tierras para la agricultura en las que los esclavos superaban ampliamente en número a sus amos romanos. En el último siglo anterior a la era común tuvieron lugar al menos doce rebeliones. Este patrón no cambió hasta que Octavio (más tarde César Augusto) terminó con él al convertirse en un serio oponente a la autoridad del Senado y ser nombrado princeps («emperador»).
Entre 135 y 71 a. C. tuvieron lugar tres guerras serviles: levantamientos de esclavos contra el estado romano. La tercera, la más seria, involucró al final a entre 120 000 y 150 000 esclavos sublevados. Además, en 91 a. C., estalló la guerra social entre Roma y sus anteriores aliados en Italia, conocidos colectivamente como los socii, por la oposición entre los aliados a compartir los riesgos de las campañas militares romanas pero no sus recompensas. A pesar de sufrir derrotas como la de la batalla del Lago Fucino, las tropas romanas vencieron a las milicias italianas en varios enfrentamientos decisivos, especialmente la batalla de Asculum. Aunque perdieron militarmente, los socii lograron sus objetivos con las proclamaciones de la Lex Julia y la Lex Plautia Papiria, que concedía la ciudadanía a más de 500 000 italianos.
Sin embargo, la tensión interna alcanzó su mayor gravedad en las dos guerras civiles, o marchas sobre Roma, del cónsul Lucio Cornelio Sila al comienzo de 82 a. C. En la batalla de la Puerta Colina, en la misma puerta de la ciudad de Roma, un ejército romano bajo el mando de Sila venció a un ejército del senado romano, junto con algunos aliados samnitas. Fueran cuales fueran sus quejas contra el poder, sus acciones marcaron un hito en la disposición de las tropas romanas a hacer la guerra unos contra otros, algo que allanaría el camino para las guerras del triunvirato, el derrocamiento del Senado como la jefatura de facto del estado romano, y la consiguiente usurpación endémica del tardío Imperio.

### Conflictos con Mitrídates (89-63a.C.)

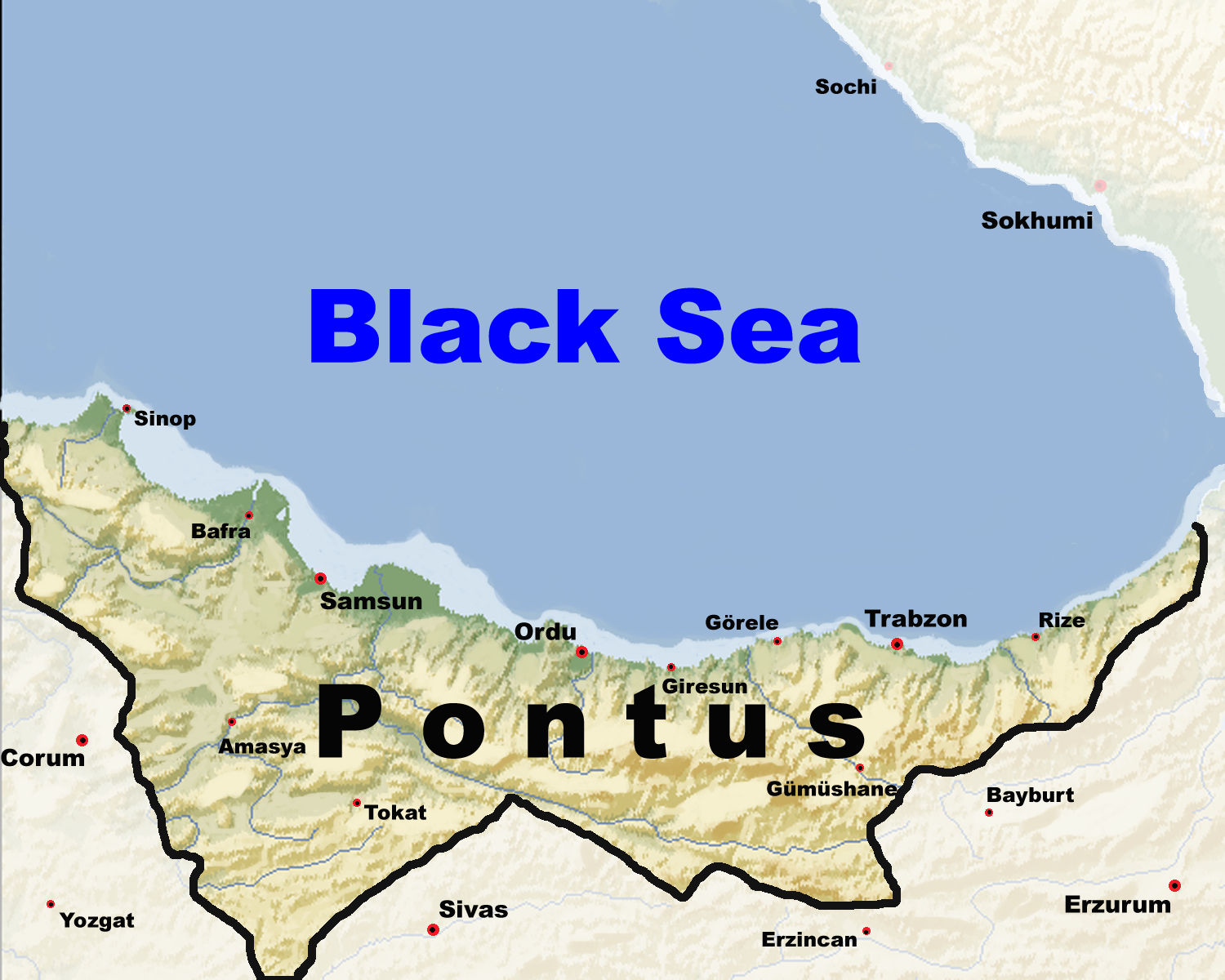
Mapa del Ponto.

Mitrídates el Grande fue rey del Ponto, un gran reino de Asia Menor, de 120 a. C. a 63 a. C. Se le recuerda como uno de los enemigos de Roma más formidables y exitosos, que se enfrentó a tres de los generales más importantes de la república romana tardía: Sila, Lúculo y Pompeyo Magno. Siguiendo el patrón familiar de las guerras púnicas, los romanos entraron en conflicto con él cuando las esferas de influencia de los dos estados empezaron a solaparse. Mitrídates se enemistó con Roma al intentar expandir su reino, y Roma, por su parte, deseaba igualmente la guerra y el botín y el prestigio que podría conllevar. Tras conquistar el oeste de Anatolia (actual Turquía) en 88 a. C., las fuentes romanas informan de que Mitrídates ordenó el asesinato de la mayoría de los 80 000 romanos que vivían allí. Puede que esta masacre fuera una gran exageración de los romanos, pero fue la razón oficial dada para el comienzo de las hostilidades de la primera guerra mitridática. El general romano Lucio Cornelio Sila forzó a Mitrídates a salir de Grecia tras la batalla de Queronea y la posterior batalla de Orcómeno, pero luego tuvo que regresar a Italia para responder a la amenaza interna que planteaba su rival Mario: por tanto, Mitrídates VI fue vencido pero no batido. Se firmó una paz entre Roma y Ponto, pero se demostró que solo sería una tregua temporal.
La segunda guerra mitridática dio comienzo cuando Roma intentó anexionarse Bitinia como provincia. En la tercera guerra mitridática se envió primero a Lucio Licinio Lúculo y luego a Pompeyo Magno contra Mitrídates. Finalmente, Mitrídates fue derrotado por Pompeyo en la nocturna Batalla del Lico.

### Campaña contra los piratas cilicios (67a.C.)
En esta época, el Mediterráneo había caído en manos de los piratas, en gran parte de Cilicia. Roma había destruido muchos de los estados que solían patrullar el Mediterráneo con sus flotas, pero no habían conseguido rellenar el hueco dejado. Los piratas se habían aprovechado del vacío de poder relativo y no solo habían estrangulado las rutas marítimas, sino que también habían saqueado muchas ciudades de las costas de Grecia y Asia, y habían hecho desembarcos incluso en la propia Italia. Después de que el almirante romano Marco Antonio fracasara en liquidar a los piratas para satisfacción de las autoridades romanas, Pompeyo fue nombrado su sucesor como comandante de un destacamento especial naval para hacer una campaña contra los piratas. Supuestamente a Pompeyo le llevó sólo cuarenta días despejar de piratas la parte oeste del mar, y restaurar la comunicación entre España, África e Italia. Plutarco describe cómo Pompeyo primero barrió sus naves del Mediterráneo en una serie de pequeñas acciones y con la promesa de rendir honor a las rendiciones de las ciudades y los barcos. Luego siguió al cuerpo principal de los piratas hasta sus fortalezas de la costa de Cilicia y las destruyó en la batalla naval de Coracesio.

### Primeras campañas de César (59-50a.C.)

Mapa de las guerras galas. La principal fuente de estas guerras es De Bello Gallico, del propio Julio César. En pleno, la dominación romana de la Galia sirvió, según algunos, al general De Gaulle para auspiciar la creación de Astérix y Obélix como símbolo de resistencia frente al invasor. En el cómic los romanos son caricaturizados y se muestran incapaces de conquistar la aldea gala. Según Uderzo, el guionista Goscinny «iba siempre con la Guerra de las Galias, de Julio César, bajo el brazo, y decía que si él se tomó ciertas libertades con la realidad, nosotros podíamos hacer otro tanto».

Durante un periodo como pretor en España, el contemporáneo de Pompeyo Julio César, de la familia romana Julia, venció a los galaicos y a los lusitanos en batalla. Tras un periodo consular, le fue designado un periodo de cinco años como gobernador proconsular de la Galia Transalpina (el sudeste francés actual) y de Iliria (la costa de Dalmacia). Descontento con un gobierno ocioso, César se esforzó por encontrar una razón para invadir la Galia, lo que le proporcionaría el espectacular éxito militar que buscaba. Para este fin, despertó las pesadillas populares del primer saqueo de Roma por los galos y el espectro más reciente de los cimbrios y los teutones. Cuando las tribus helvéticas y tigurinas empezaron a migrar en una ruta que les llevaría cerca (no dentro) de la provincia romana de la Galia Transalpina, César halló la excusa, apenas suficiente, para embarcarse en su guerra de las Galias, que tuvo lugar entre 58 a. C. y 49 a. C. Tras masacrar a la tribu de los helvéticos, se embarcó en una campaña «larga, amarga y costosa» contra otras tribus a lo largo y ancho de la Galia, muchas de las cuales habían luchado junto a Roma contra su enemigo común, los helvecios, y anexionó sus territorios a los de Roma. Plutarco afirma que esta campaña tuvo un coste de un millón de vidas galas. Aunque «fieros y capaces» los galos tenían el handicap de su falta de cohesión interna, y durante el curso de una década cayeron en una serie de batallas.
César venció a los helvecios en 58 a. C. en la batalla del Arar y en la batalla de Bibracte, a la confederación belga conocida como los belgae en la batalla del Aisne, a los nervios en 57 a. C. en la Batalla del Sambre, a los aquitanos, tréveros, téncteros, heduos y eburones en batallas desconocidas, y a los vénetos en 56 a. C. En 55 a. C. y 54 a. C. hizo dos expediciones a Britania. En 52 a. C., tras el asedio de Avaricum y una serie de batallas poco decisivas, César venció a una unión de galos comandada por Vercingetórix en la batalla de Alesia, completando la conquista romana de la Galia Transalpina. En 50 a. C., toda la Galia estaba en manos romanas. César registró también su propio relato de estas campañas en sus Commentarii de Bello Gallico (Comentarios sobre la Guerra de las Galias).
Galia nunca recuperó su identidad celta, nunca intentó otra rebelión nacionalista y permaneció leal a Roma hasta la caída del Imperio occidental en 476. Sin embargo, aunque a partir de entonces Galia permanecería leal, estaban apareciendo grietas en la unidad política de las figuras gobernantes de Roma —en parte por una preocupación sobre la lealtad de las tropas galas de César a su persona en lugar de al estado— que pronto hundiría a Roma en una larga serie de guerras civiles.

### Triunviratos, ascensión de César y revueltas (53-30a.C.)
En 59 a. C. se formó una alianza política no oficial, conocida como primer triunvirato, entre Cayo Julio César, Marco Licinio Craso y Cneo Pompeyo Magno para compartir poder e influencia. Siempre fue una alianza incómoda, ya que Craso y Pompeyo sentían una intensa antipatía el uno por el otro. En 53 a. C., Craso lanzó una invasión romana del Imperio parto. Tras unos éxitos iniciales, marchó con su ejército al interior del desierto; pero allí quedó aislado en territorio enemigo, rodeado y masacrado en la batalla de Carrhae «la mayor derrota de Roma desde Aníbal», en la que murió el propio Craso. La muerte de Craso perturbó parte del equilibrio del triunvirato y, consecuentemente, César y Pompeyo empezaron a apartarse. Mientras que César luchaba contra Vercingetórix en Galia, Pompeyo aplicó en Roma una agenda legislativa que como mucho era ambivalente con César y quizás estaba aliado secretamente con los enemigos políticos de este. En 51 a. C., algunos senadores romanos exigieron que no se le permitiera a César presentarse a cónsul a menos que cediera el control de sus ejércitos al estado, y otras facciones hicieron la misma demanda sobre Pompeyo. Renunciar a su ejército dejaría a César indefenso frente a sus enemigos. César eligió la guerra civil a ceder su mando y enfrentarse a un proceso. El triunvirato estaba deshecho y el conflicto era inevitable.
Inicialmente, Pompeyo le aseguró a Roma y al Senado que podría derrotar a César en batalla si este marchaba sobre Roma. Sin embargo, en la primavera de 49 a. C., cuando César cruzó el río Rubicón con sus fuerzas invasoras y barrió la península italiana hacia Roma, Pompeyo ordenó la evacuación de Roma. El ejército de César no estaba en su máximo esplendor, pues ciertas unidades permanecían en Galia, pero por otro lado Pompeyo solo tenía una pequeña fuerza bajo su mando, en la que algunos soldados de lealtad dudosa habían servido al mando de César. Tom Holland atribuye el deseo de Pompeyo de abandonar Roma a las olas de refugiados aterrados que despertaron los miedos ancestrales de las invasiones del norte. Las fuerzas de Pompeyo se retiraron al sur, hacia Brindisi, y luego embarcaron hacia Grecia. César dirigió su atención primero al baluarte de Pompeyo en España pero tras la campaña de César en el sitio de Massilia y la batalla de Ilerda, decidió enfrentarse al propio Pompeyo en Grecia. Pompeyo venció a César en un principio en la batalla de Dirraquium en 48 a. C. pero fue derrotado contundentemente en la batalla de Farsalia en 48 a. C. a pesar de superar a las fuerzas de César en dos a uno. Pompeyo embarcó de nuevo, esta vez a Egipto, donde fue asesinado en un intento de congraciar al país con César y evitar una guerra con Roma.
La muerte de Pompeyo no supuso el fin de las guerras civiles, ya que los enemigos de César eran multitud y los partidarios de Pompeyo siguieron luchando tras su muerte. En 46 a. C., César perdió quizás un tercio de su ejército cuando su anterior comandante, Tito Labieno, que había huido con los pompeyanos varios años antes, le venció en la batalla de Ruspina. Sin embargo, tras estas horas bajas, César regresó para vencer al ejército pompeyano de Metelo Escipión en la batalla de Tapso, tras la cual los pompeyanos se retiraron de nuevo a España. César venció a las fuerzas combinadas de Tito Labieno y Cneo Pompeyo el Joven en la batalla de Munda, en España. Labieno murió en batalla y Pompeyo el Joven fue capturado y ejecutado.
A pesar de sus éxitos militares, o quizás a consecuencia de ellos, se extendió el miedo a que César, que ahora era la figura principal del estado romano, se convirtiera en un gobernante autocrático y terminara con la República romana. Este miedo llevó a un grupo de senadores que se hacían llamar Los Liberadores a asesinarle en 44 a. C. Tras esto hubo una guerra civil entre los leales a César y los que apoyaron las acciones de los Liberadores. El partidario de César, Marco Antonio, reprendió a los asesinos y estalló la guerra entre las dos facciones. Antonio fue denunciado como enemigo del pueblo y se le confió a Octavio el mando para hacerle la guerra. En la batalla de Forum Gallorum, Antonio, sitiando al asesino de César, Décimo Junio Bruto Albino, en Módena, venció a las fuerzas del cónsul Cayo Vibio Pansa, que fue asesinado, pero inmediatamente después Antonio fue derrotado por el ejército de otro cónsul, Aulo Hircio. En la batalla de Mutina, Antonio fue derrotado de nuevo en batalla por Hircio, quien murió en ella. Aunque Antonio no consiguió capturar Módena, Décimo Bruto fue asesinado poco después.
Octavio traicionó a su partido y entró en relaciones con los cesáreos Antonio y Lépido, y el 29 de noviembre de 43 a. C. se formó el Segundo Triunvirato, esta vez como figura oficial. En 42 a. C., los triunviros Marco Antonio y Octavio lucharon la poco concluyente batalla de Filipos contra los asesinos de César Marco Bruto y Casio. Aunque Bruto venció a Octavio, Antonio venció a Casio, que se suicidó. Bruto también se suicidó poco después.
Sin embargo, estalló de nuevo la guerra civil cuando el Segundo Triunvirato de Octavio, Lépido y Marco Antonio fracasó igual que el primero en cuanto hubieron desaparecido sus oponentes. El ambicioso Octavio construyó una base de poder y luego lanzó una campaña contra Marco Antonio. Junto a Lucio Antonio, el hermano de Marco Antonio, Fulvia levantó un ejército en Italia para luchar contra Octavio, pero fue derrotado por Octavio en la batalla de Perugia. Su muerte produjo una reconciliación parcial entre Octavio y Antonio, que prosiguió para aplastar al ejército de Sexto Pompeyo, el último foco de oposición al segundo triunvirato, en la batalla naval de Nauloco.
Al igual que antes, una vez que fue aplastada la oposición al triunvirato, este empezó a resquebrajarse. El triunvirato expiró el último día de 33 a. C., no fue renovado por ley y en 31 a. C. volvió a estallar la guerra. En la batalla de Actium, Octavio venció decisivamente a Antonio y Cleopatra en un combate naval cerca de Grecia, utilizando el fuego para destruir la flota enemiga.
A continuación Octavio se convirtió en emperador de Roma bajo el nombre de Augusto y, en ausencia de asesinos políticos o usurpadores, consiguió expandir en gran medida las fronteras del Imperio.

## Alto Imperio romano (30a.C.-235d.C.)

### Expansión imperial (40a.C.-117d.C.)

Máxima extensión del Imperio romano en 116 tras las campañas de Trajano.

Bajo emperadores sin el peligro de enemigos internos, como Augusto o Trajano, los militares consiguieron grandes aumentos territoriales tanto en el este como en el oeste. En el oeste, tras una derrota a manos de las tribus de los sicambros, tencterios y usipetos en 16 a. C., los ejércitos romanos hicieron ofensivas hacia el norte y el este, fuera de la Galia, subyugando gran parte de Germania hasta el río Elba. La sublevación de Pannonia en 6 d. C. obligó a los romanos a cancelar su plan de cimentar su conquista de Germania invadiendo Bohemia, por el momento. A pesar de perder un gran ejército en la famosa derrota de Varo a manos del líder germánico Arminio en la batalla del bosque de Teutoburgo en 9 d. C., Roma se recuperó y continuó su expansión más allá de los límites del mundo conocido. Los ejércitos romanos de Germánico hicieron varias campañas más contra las tribus germánicas de los marcomanos, hermunduros, catos, queruscos, brúcteros, y marsos. Tras superar varios motines en los ejércitos a lo largo del Rin, Germánico venció a las tribus germanas de Arminio en una serie de batallas que culminaron en las batallas de Idistaviso y del Río Weser,. No obstante estas victorias, el entonces emperador Tiberio, desconfiado con las victorias de su hijo adoptivo, decidió abandonar el territorio y establecer las legiones sobre el Rin y el Danubio.
Tras unas invasiones preliminares de pequeña escala en tiempos de César, los romanos invadieron Britania a la fuerza en 43 d. C., forzando su avance hacia el interior mediante diversas batallas contra las tribus británicas, incluyendo la batalla de Medway, la batalla del Támesis, la batalla de Caer Caradock y la batalla de Mona. Tras un levantamiento generalizado  en el que los británicos saquearon Camulodunum, Verulamium y Londinium, los romanos aplastaron la rebelión en la batalla de Watling Street y continuaron su ofensiva hacia al norte llegando a alcanzar el centro de Escocia en la batalla del Monte Graupio. Las tribus que había en la Escocia y el norte de Inglaterra actuales se sublevaron repetidamente contra el gobierno de Roma y se establecieron dos bases militares en Britania para protegerse de las sublevaciones y las incursiones desde el norte, donde las tropas romanas construyeron el muro de Adriano.
En el continente, la extensión de las fronteras del Imperio más allá del Rin aguantaron durante un tiempo, con el emperador Calígula aparentemente empeñado en invadir Germania en 39 d. C., y Cneo Domicio Corbulón cruzando el Rin en 47 d. C. y marchando sobre el territorio de los frisios y los caucos  antes de que el sucesor de Calígula, Claudio, ordenara la suspensión de todos los ataques al otro lado del Rin, estableciendo lo que se convertiría en el límite permanente de la expansión del Imperio en esa dirección.

#### Guerras dacias
Más al este, Trajano dirigió su atención a Dacia, una región al norte de Macedonia y Grecia y al este del Danubio que había estado en el punto de mira de Roma desde antes de los tiempos de César  cuando derrotaron a un ejército romano en la batalla de Istria. En 85, los dacios se habían extendido sobre el Danubio y saqueado Moesia y en un principio derrotaron a un ejército que envió el emperador Domiciano contra ellos, pero los romanos fueron victoriosos en la batalla de Tapae en 88, tras lo cual se decretó una tregua.
El emperador Trajano retomó las hostilidades contra Dacia y, tras una serie de batallas de incierto resultado, venció al general daciano Decébalo en la segunda batalla de Tapae en 101. Con las tropas de Trajano avanzando hacia la capital de Dacia, Sarmizegetusa, Decébalo volvió a negociar condiciones. Decébalo reconstruyó su poder durante los años siguientes y atacó de nuevo a las guarniciones romanas en 101. En respuesta, Trajano volvió a marchar sobre Dacia, asediando la capital y arrasándola hasta los cimientos. Estando Dacia sofocada, posteriormente Trajano invadió el Imperio parto hacia el este, llevando al Imperio romano a su mayor extensión. Durante un tiempo, las fronteras de Roma en el este estaban gobernadas indirectamente mediante un sistema de estados satélites, dando lugar a una menor cantidad de campañas militares directas que en el oeste en ese periodo.
La tierra de Armenia entre el mar Negro y el mar Caspio se convirtió en el foco de contención entre el Imperio romano y el parto, y el control de la región se ganaba y perdía repetidamente. Los partos forzaron a Armenia a someterse a partir del 37  pero en 47. los romanos recuperaron el control del reino y le ofrecieron el estatus de reino satélite. Con Nerón, los romanos lucharon una campaña entre 55 y 63 contra el Imperio parto, que había invadido Armenia de nuevo. Tras recuperar una vez más Armenia en 60 y posteriormente perderla en 62, los romanos enviaron a Corbulón en 63 hacia los territorios de Vologases I de Partia. Corbulón tuvo éxito recuperando el estado de satélite de Roma para Armenia, que se mantuvo en alianza romana hasta el siglo siguiente.

### El año de los cuatro emperadores (69)
En 69, Marco Salvio Otón hizo que asesinaran al emperador Galba  y reclamó el trono. Sin embargo, Vitelio, gobernador de la provincia de Germania Inferior, también había reclamado el trono  y marchó sobre Roma con sus tropas. Tras una batalla poco decisiva cerca de Antípolis (actual Antibes), las tropas de Vitelio atacaron la ciudad de Placentia, pero fueron repelidas por la guarnición de Otón.
Otón abandonó Roma el 14 de marzo y marchó al norte hacia Placentia para enfrentarse a su opositor. En la batalla de Locus Castrorum, las tropas de Otón hicieron que las tropas de Vitelio se retiraran hacia Cremona. Los dos ejércitos se volvieron a enfrentar en la Via Postunia, en la primera batalla de Bedriacum, tras la cual las tropas de Otón huyeron hacia su campamento en Bedriacum, y al día siguiente se rindieron ante las tropas de Vitelio. Otón decidió suicidarse en lugar de seguir luchando.
Mientras tanto, las fuerzas apostadas en las provincias de Oriente Medio de Judea y Siria habían aclamado a Vespasiano como emperador y los ejércitos del Danubio de las provincias de Recia y Moesia también aclamaron a Vespasiano como emperador. Los ejércitos de Vespasiano y Vitelio se enfrentaron en la segunda batalla de Bedriacum, tras la que las tropas de Vitelio fueron repelidas hacia su campamento al exterior de Cremona, que fue tomado. Luego las tropas de Vespasiano atacaron a la propia Cremona, que se rindió.
Con la pretensión de alinearse con Vespasiano, Civilis de Batavia se alzó en armas e indujo a los habitantes de su país natal a sublevarse. Inmediatamente se unieron a los batavios sublevados una serie de tribus germanas vecinas, incluyendo a los frisios. Estas fuerzas expulsaron a las guarniciones romanas cercanas al Rin y vencieron a un ejército romano en la batalla de Castra Vetera, tras la cual muchas tropas romanas a lo largo del Rin y de la Galia se unieron a la causa batavia. Sin embargo, pronto surgieron disputas entre las distintas tribus, haciendo imposible la cooperación; Vespasiano, tras haber terminado exitosamente con la guerra civil, le pidió a Civilis que depusiera las armas y, tras su negativa, se enfrentó a él en batalla, venciéndole en la batalla de Augusta Treverorum.

### Revueltas judías (66-135)
La primera guerra judía-romana, a veces llamada la gran revuelta judía, fue la primera de las tres rebeliones importantes que protagonizaron los judíos de la provincia de Judea contra el Imperio romano. Judea ya era una región problemática con una encarnizada violencia entre varias sectas judías enemigas y tenía una larga historia de rebeliones La furia de los judíos se dirigió hacia Roma tras unos robos en sus templos y ante la insensibilidad de Roma —Tácito dice repugnancia y repulsión— hacia su religión. Los judíos empezaron a preparar una sublevación armada. Éxitos anteriores, incluyendo el rechazo con el primer asedio a Jerusalén y la batalla de Beth-Horon, solo atrajeron una mayor atención de Roma y el emperador Nerón designó al general Vespasiano para que aplastara la rebelión. Vespasiano condujo sus fuerzas a una limpieza metódica de las zonas sublevadas. En el año 68, la resistencia judía del norte había sido aplastada. Unos cuantos pueblos y ciudades resistieron algunos años más antes de caer en manos de los romanos, llevando al asedio de Masada en 73 y al segundo asedio de Jerusalén.
En 115 hubo disturbios en las comunidades judías establecidas fuera de la provincia, como Cirenica, Chipre y Alejandría produciéndose la segunda guerra judía-romana, conocida como guerra de Kitos o la rebelión del exilio, y en 132 una rebelión en Judea, que duró tres años, en lo que se conoce como rebelión de Bar Kojba. Ambas fueron aplastadas brutalmente.

### Conflicto con Partia (161-217)
Durante el siglo II los territorios de Persia estaban controlados por la dinastía arsácida y se conocían como el Imperio parto. Debido en gran parte al empleo de una poderosa caballería pesada y de jinetes arqueros, Partia era el enemigo más formidable del Imperio romano en el este. Muy pronto, en 53 a. C., el general romano Craso había invadido Partia, pero fue derrotado en la batalla de Carrhae. En los años que siguieron a esta batalla, los romanos estuvieron divididos por una guerra civil y por tanto no fueron capaces de hacer una campaña contra Partia. Trajano también hizo campaña contra los partos y capturó brevemente su capital, colocando un gobernador marioneta en el trono, pero sublevaciones en esa provincia y las revueltas judías dificultaron mantener la provincia y los territorios fueron abandonados.
En 161, un Imperio parto revitalizado renovó su asalto, venciendo a dos ejércitos romanos e invadiendo Armenia y Siria. El emperador Lucio Vero y el general Avidio Casio fueron al encuentro de la resurgente Partia en 162. En esta guerra, la ciudad parta de Seleucia fue destruida y el palacio de la capital Ctesifonte fue incendiado hasta los cimientos por Avidio Casio en 164. Los partos firmaron la paz pero se vieron obligados a ceder a los romanos la parte occidental de Mesopotamia.
En 197, el emperador Septimio Severo luchó una breve y exitosa guerra contra el Imperio parto en represalia por el apoyo que le dieron a su rival por el trono imperial Pescenio Níger. La capital parta, Ctesifonte, fue saqueada por el ejército romano y la mitad septentrional de Mesopotamia volvió a manos romanas.
El emperador Caracalla, hijo de Severo, marchó desde Edesa sobre Partia en 217 para iniciar una guerra contra ellos, pero fue asesinado durante esta marcha. En 224, el Imperio parto fue aplastado no por los romanos sino por el rey vasallo Ardacher, que se sublevó y dio lugar a la fundación del Imperio sasánida de Persia que sustituyó a Partia como el principal rival de Roma en el este.
A lo largo de las guerras partas, los grupos tribales del Rin y el Danubio se aprovecharon de la preocupación de Roma por la frontera oriental (y la plaga que sufrieron los romanos) y lanzaron una serie de asaltos e incursiones en los territorios romanos, incluyendo las guerras marcomanas.

## Bajo Imperio romano (235-476)

### Periodo de las migraciones (163-378)

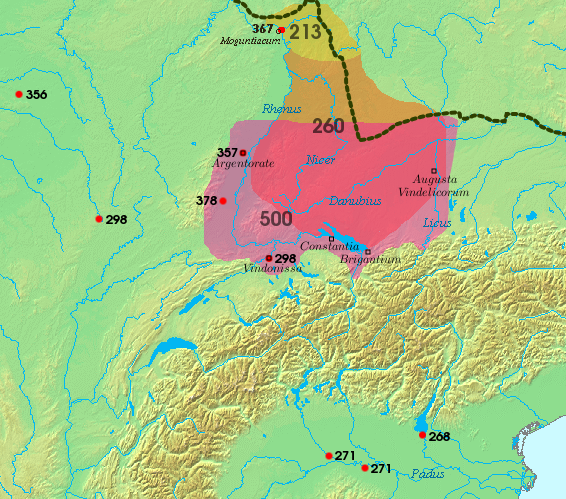
Área colonizada por los alamanes y los sitios de las batallas entre romanos y alamanes del al.

Tras la derrota de Varo en Germania en el siglo I, Roma había adoptado una estrategia principalmente defensiva a lo largo de la frontera con Germania, construyendo una línea de defensas conocidas como limes a lo largo del Rin. Aunque la historicidad exacta no está clara, ya que los romanos le solían asignar un mismo nombre a varios grupos tribales distintos o, a la inversa, le aplicaban varios nombres a un mismo grupo en tiempos distintos, cierta mezcla de pueblos germánicos, celtas y tribus de etnia mixta celta-germánica se establecieron en las tierras de Germania desde el siglo I en adelante. En el siglo III, los queruscos, brúcteros, tencterios, usipetos, marsos y catos de la época de Varo, bien habían evolucionado, bien habían sido desplazados por una confederación o alianza de tribus germánicas conocidas colectivamente como los alamanes, mencionados por primera vez por Dión Casio en su descripción de la campaña de Caracalla en 213.
Alrededor de 166, varias tribus germánicas cruzaron el Danubio, alcanzando la propia Italia en el asedio de Aquilea en 166, y el centro de Grecia en el saqueo de Eleusis.
Aunque el problema esencial de los grandes grupos tribales de la frontera seguía siendo muy parecido a la situación que encaró Roma en siglos anteriores, el siglo III vivió un marcado aumento en la amenaza en general, aunque hay desacuerdos sobre si se incrementó la presión externa o declinó la capacidad de Roma para enfrentarse a ella. Los carpianos y los sármatas, a quienes los romanos mantenían a raya, fueron reemplazados por los godos, de la misma manera que los cuados y los marcomanos que habían sido derrotados por Roma fueron reemplazados por la confederación de los alamanes.
Los asentamientos alamanes cruzaban con frecuencia los limes, atacando Germania Superior de manera que estaban casi todo el tiempo en conflicto con el Imperio romano, mientras que los godos atacaban cruzando el Danubio en batallas como la batalla de Beroa y la batalla de Philippopolis en 250 y la batalla de Abrito en 251, y tanto los godos como los hérulos devastaron el Egeo y, más tarde, Grecia, Tracia y Macedonia. Sin embargo, su primer asalto de importancia al interior del territorio romano tuvo lugar en 268. Ese año los romanos se vieron obligados a despojar de tropas su frontera germana en respuesta a una invasión masiva de otra confederación germánica tribal, los godos, en el este. La presión de los grupos tribales sobre el imperio era el resultado de una cadena de migraciones con sus raíces muy al este: los hunos de Asia que provenían de la estepa rusa atacaron a los godos que, a su vez, atacaron a los dacios, alanos y sármatas en las fronteras romanas o dentro de ellas. Los godos aparecieron por primera vez en la historia como pueblo distintivo en esta invasión de 268, cuando poblaron la península balcánica e invadieron las provincias romanas de Panonia e Ilírico e incluso amenazaron a la propia Italia.
Los alamanes aprovecharon la oportunidad para lanzar una invasión a gran escala de la Galia y el norte de Italia. Sin embargo, los godos fueron derrotados en batalla ese verano cerca de la frontera actual entre Italia y Eslovenia y luego repelidos en la batalla de Naisso en septiembre por Galieno, Claudio II y Aureliano, que luego se revolvieron y derrotaron a los alamanes en la batalla del Lago de Benaco. El sucesor de Claudio, Aureliano, derrotó a los godos dos veces más en la batalla de Fano y en la batalla de Ticino. Los godos siguieron siendo una importante amenaza para el Imperio, pero dirigieron sus ataques lejos de Italia durante varios años tras su derrota. En 284, las tropas godas servían en nombre del ejército romano como tropas federadas.
Por otro lado, los alamanes reanudaron su empuje hacia Italia casi inmediatamente. Vencieron a Aureliano en la batalla de Placentia en 271, pero fueron derrotados en las batallas de Fano y Pavía ese mismo año. Fueron derrotados de nuevo en 298 en las batallas de Lingones y Vindonissa, pero cincuenta años después volvieron a resurgir, haciendo incursiones en 356 en la batalla de Reims, en 357 en la batalla de Argentoratum, en 367 en la batalla de Solicinium y en 378 en la batalla de Argentovaria. Ese mismo año, los godos infligieron una aplastante derrota al Imperio de Oriente en la batalla de Adrianópolis, en la que el emperador Valente fue masacrado junto con decenas de miles de tropas romanas.
Al mismo tiempo, los francos hacían incursiones cruzando el mar del Norte y el canal de la Mancha, los vándalos presionaban en el Rin, los yutungos en el Danubio, los yacigos, carpianos y taifalos acosaban a Dacia, y los gépidos se unieron a los godos y hérulos en sus ataque alrededor del mar Negro. Aproximadamente al mismo tiempo, tribus menos conocidas como los bávaros, bacuatos y quinquegentanos asaltaban África.
Al comienzo del siglo V, la presión sobre las fronteras occidentales de Roma se hacía cada vez más intensa. Sin embargo, la frontera occidental no era lo único amenazado: Roma también padecía amenazas internas y en sus fronteras orientales.

### Usurpadores (193-394)

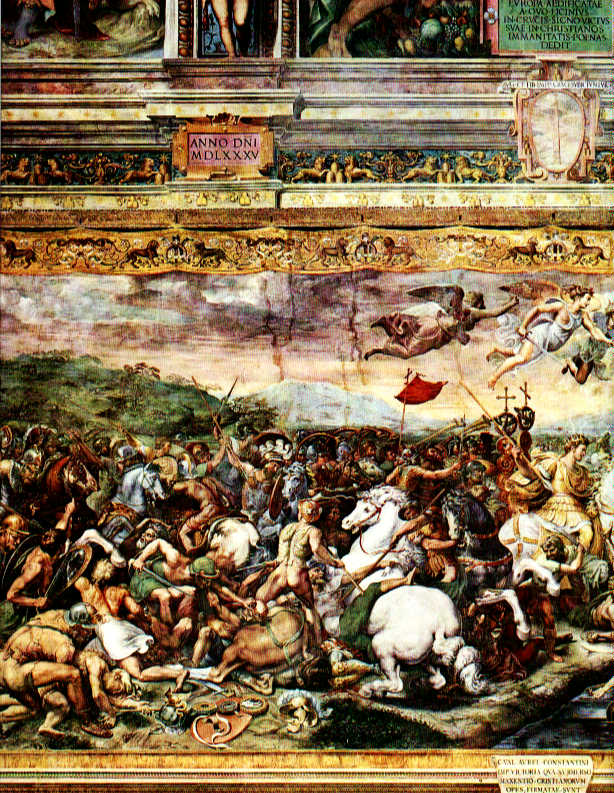
Batalla del puente Milvio, por Giulio Romano (1499–1546).

El hecho de que un militar soliese preferir apoyar a su comandante antes que a su emperador, significaba que los comandantes podían tomar el control absoluto del ejército del que eran responsables y usurpar el trono imperial. La famosa crisis del siglo III describe la tumultuosa mezcla de asesinato, usurpación y lucha interna cuyo inicio se asocia tradicionalmente al asesinato del emperador Alejandro Severo en 235. Sin embargo, Dión Casio coloca el inicio del declive imperial en 180 con la ascensión de Cómodo al trono, una opinión con la que Gibbon estaba de acuerdo, pero Matyszak afirma que «la descomposición… se había establecido mucho antes».
Aunque la crisis del siglo III no fue el comienzo absoluto del declive de Roma, sí marcó una gran presión sobre el imperio al embarcarse los romanos en una guerra tras otra con una intensidad desconocida desde los últimos días de la República. En el espacio de un siglo, veintisiete oficiales militares se proclamaron emperadores y reinaron en partes del imperio durante meses o días, y todos ellos, menos dos, murieron violentamente. La época estuvo caracterizada por un ejército romano que lo mismo se atacaba a sí mismo que a un invasor externo, situación que alcanzó su punto crítico en 256 Irónicamente, aunque estas usurpaciones fueron las que condujeron a la ruptura del imperio durante la crisis, fue la fuerza de varios generales de las fronteras la que ayudó a reunificar el imperio mediante la fuerza de las armas.
La situación era compleja, a menudo con tres o más usurpadores existiendo al mismo tiempo. Septimio Severo y Pescenio Níger, ambos generales rebeldes promocionados a emperador por las tropas que comandaban, se enfrentaron por primera vez en 193 en la batalla de Cícico, en la que Níger fue derrotado. Sin embargo, hicieron falta dos derrotas más en la batalla de Nicea ese mismo año y en la batalla de Issos el año siguiente para que Níger fuera derrotado definitivamente. Casi inmediatamente después de que las esperanzas de Níger al trono imperial hubieran sido echadas por tierra, Severo se vio obligado a ocuparse de otro rival al trono en la persona de Clodio Albino, que en un principio había sido un aliado de Severo. Albino fue proclamado emperador por sus tropas en Britania y, cruzando hacia la Galia, venció al general de Severo Virio Lupo en batalla, pero posteriormente fue derrotado y se suicidó en la batalla de Lugdunum por el propio Severo.
Tras este tiempo revuelto, Severo no tuvo más amenazas internas durante el resto de su reinado, y el reinado de su sucesor Caracalla transcurrió sin interrupciones hasta que fue asesinado por Macrino, que se proclamó emperador. Aunque la posición de Macrino fue ratificada por el senado de Roma, las tropas de Vario Avito le declararon a él como emperador, y ambos se enfrentaron en la batalla de Antioquía en 218, en la que Macrino fue derrotado. Sin embargo, el propio Avito —que asumió el nombre imperial de Heliogábalo— fue asesinado poco después y Alejandro Severo, que fue proclamado emperador tanto por la guardia pretoriana como por el Senado, fue asesinado también tras un corto reinado. Sus asesinos trabajaban en nombre del ejército, que estaba descontento con su paga, colocando en su lugar a Maximino el Tracio. Sin embargo, poco después de haber sido aclamado emperador por el ejército, Maximino fue derrocado también por él y, a pesar de ganar la batalla de Cartago contra el emperador recién proclamado por el Senado, Gordiano II, fue asesinado cuando a sus tropas les pareció que no sería capaz de superar al siguiente candidato senatorial, Gordiano III.
El destino de Gordiano III no está claro, aunque podría haber sido asesinado por su propio sucesor, Filipo el Árabe, que gobernó solo unos pocos años hasta que, de nuevo, el ejército proclamó a un general como emperador, esta vez a Decio, que derrotó a Filipo en la batalla de Verona para obtener el trono. Varios generales de éxito evitaron luchar contra los usurpadores por el trono, sobre todo porque eran asesinados por sus propias tropas antes de que tuvieran oportunidad de comenzar la batalla, lo que al menos liberó momentáneamente al imperio de las pérdidas de hombres por causa de disputas internas. La única excepción a esta regla fue Galieno, emperador desde 260 a 268, que debió enfrentarse a una notable cantidad de usurpadores, a la mayoría de los cuales venció en batalla campal. El ejército permaneció en esta tesitura hasta 273, cuando Aureliano venció al usurpador gálico Tétrico en la batalla de Chalons. La década siguiente presenció un número de usurpadores casi increíble, a veces tres al mismo tiempo, todos luchando por el trono imperial. La mayoría de las batallas no están registradas, sobre todo por lo revuelto de esta época, hasta que Diocleciano, él mismo un usurpador, venció a Carino en la batalla del Margus para convertirse emperador.
En este momento se restauró cierta estabilidad, con el imperio dividido en una tetrarquía de dos emperadores importantes y dos menores, un sistema que evitó las guerras civiles durante un periodo corto de tiempo, hasta 312. En ese año, las relaciones entre las distintas partes de la tetrarquía se derrumbaron completamente y Constantino I, Licinio, Majencio y Maximino Daya pelearon por el control del Imperio. En la batalla de Turín, Constantino derrotó a Majencio y en la batalla de Tzirallum Licinio venció a Maximino. A partir de 314, Constantino venció a Licinio en la batalla de Cibalis, luego en la batalla de Mardia, y luego de nuevo en la batalla de Adrianópolis, la batalla de Helesponto y la batalla de Crisópolis.
Luego Constantino se ocupó de Majencio, venciéndole en la batalla de Verona y la batalla del Puente Milvio el mismo año. El hijo de Constantino, Constancio II, heredó el gobierno de su padre y venció al usurpador Magnencio primero en la batalla de Mursa Maior y luego en la batalla de Mons Seleucus.
Los emperadores siguientes Valente y Teodosio I también vencieron a otros usurpadores en la batalla de Tiatira y las batallas de Sava y del Frígido respectivamente.

### Conflicto con el Imperio sasánida (230-363)
Tras desbaratar la confederación parta, el Imperio sasánida que surgió de los restos siguió una política expansionista más agresiva que la de sus predecesores y siguió haciéndole la guerra a Roma. En 230, el primer emperador sasánida atacó territorio romano primero en Armenia y luego en Mesopotamia, pero las pérdidas romanas fueron reemplazadas por Severo en pocos años. En 243, el ejército del emperador Gordiano III recuperó las ciudades romanas de Hatra, Nibisis y Carrhae de manos de los sasánidas tras vencerles en la batalla de Resaena, pero lo que sucedió después no está claro: fuentes persas afirman que Gordiano fue vencido y asesinado en la batalla de Misikhe pero fuentes romanas mencionan esta batalla solo como un contratiempo insignificante y sugieren que Gordiano murió en otras circunstancias.
Desde luego, los sasánidas no se habían intimidado ante las batallas anteriores con Roma y en 253, bajo el mando de Sapor I, penetraron varias veces muy adentro del territorio romano, venciendo a una fuerza romana en la batalla de Barbalissos y conquistando y saqueando Antioquía en 252 tras el asedio de la ciudad. Los romanos recuperaron Antioquía en 253, y el emperador Valeriano reunió un ejército y marchó al este hacia la frontera sasánida. En 260, en la batalla de Edesa, los sasánidas derrotaron al ejército romano y capturaron al emperador Valeriano.
Hubo una paz duradera entre Roma y el Imperio sasánida entre 297 y 337, tras la firma de un tratado entre Narsés y el emperador Diocleciano. Sin embargo, justo después de la muerte de Constantino I en 337, Sapor II rompió la paz y dio comienzo a un conflicto de veintiséis años, intentando sin éxito conquistar las fortificaciones romanas de la región. Tras unos éxitos sasánidas iniciales, incluyendo el sitio de Amida en 359 y el asedio de Pirisabora en 363, el emperador Juliano el Apóstata se enfrentó a Sapor en 363 en la batalla de Ctesifonte fuera de los muros de la capital persa. Los romanos resultaron victoriosos pero fueron incapaces de tomar la ciudad y se vieron obligados a retirarse debido a su posición vulnerable en medio de un territorio hostil. Juliano fue muerto en la batalla de Samarra durante la retirada, posiblemente a manos de uno de sus hombres.
Hubo varias guerras más, aunque todas ellas breves y de poca escala, ya que tanto los romanos como los sasánidas se vieron forzados a ocuparse de amenazas provenientes de otras direcciones durante el siglo V. Un conflicto contra Bahram V en 420 por la persecución de los cristianos en Persia condujo a una breve guerra que concluyó rápidamente con un tratado y, en 441, una guerra contra Yezdegard II también concluyó rápidamente con un tratado al necesitar ambos bandos luchar contra amenazas provenientes de otros sitios.

### Colapso del Imperio de Occidente (402-476)

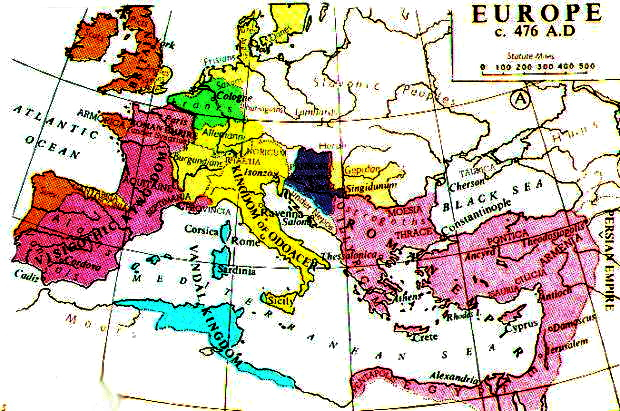
Europa en 476, del Muir's Historical Atlas (1911).

Se han propuesto muchas teorías para tratar de explicar la decadencia del Imperio romano y muchas fechas para su caída, desde el comienzo de su declive en el siglo III a la caída de Constantinopla en 1453. Sin embargo, militarmente el imperio cayó, en primer lugar, tras ser invadido por varios pueblos no romanos y, luego, después de que su núcleo italiano fuera tomado por tropas germánicas sublevadas. La historicidad y las fechas exactas son inciertas y algunos historiadores niegan que el Imperio cayera en este momento. Pueden sostener esa posición porque la decadencia del Imperio fue un proceso largo, más que un suceso concreto.
La naturaleza menos romanizada y más germánica del Imperio fue gradual: aunque se tambaleó con el asalto visigodo, el derrocamiento del último emperador, Rómulo Augusto, fue llevado a cabo por tropas germánicas federadas del propio ejército romano, en lugar de por tropas extranjeras. En este sentido, si Odoacro no hubiera renunciado al título de emperador para nombrarse «rey de Italia», el imperio podría haber continuado, al menos en nombre. Sin embargo, su identidad ya no era romana —estaba cada vez más poblado y gobernado por pueblos germánicos desde mucho antes de 476—. El pueblo romano, en el siglo V, estaba «privado de su ethos militar» y el propio ejército romano era un mero suplemento de las tropas federadas de godos, hunos, francos y otros que luchaban en su nombre.
El último estertor de Roma se produjo cuando los visigodos se sublevaron en 395 Liderados por Alarico I, intentaron tomar Constantinopla, pero fueron repelidos y en su lugar saquearon gran parte de Tracia en el norte de Grecia. En 402, sitiaron Mediolanum, la capital del emperador romano Honorio, defendida por tropas godas romanas. La llegada del romano Estilicón y su ejército forzó a Alarico a romper el asedio y trasladarse hacia Hasta (la Asti actual), en el oeste de Italia, donde Estilicón le atacó en la batalla de Pollentia, capturando el campamento de Alarico. Estilicón le ofreció devolver los prisioneros a cambio de que los visigodos regresaran a Ilírico, pero al llegar a Verona, Alarico detuvo su retirada. Estilicón volvió a atacarle en la batalla de Verona y de nuevo derrotó a Alarico, obligándole a retirarse de Italia.
En 405, los ostrogodos invadieron Italia, pero fueron derrotados. Sin embargo, en 406, un número de tribus sin precedentes se aprovechó de la congelación del Rin para cruzar en masa: vándalos, suevos, alanos y burgundios se extendieron cruzando el río y encontraron poca resistencia en el saqueo de Moguntiacum y el saqueo de Tréveris, invadiendo completamente la Galia. A pesar de este grave peligro, o quizás a causa de él, el ejército romano siguió sufriendo usurpaciones, en una de las cuales murió Estilicón, el principal defensor de Roma en este periodo.
Este clima propició que, a pesar del revés sufrido anteriormente, regresara Alarico en 410 y consiguiera saquear Roma. La capital romana se había trasladado ya a la ciudad italiana de Rávena, pero algunos historiadores perciben que 410 fue la fecha alternativa para la verdadera caída del Imperio romano. Sin poseer Roma ni muchas de sus anteriores provincias, y con una naturaleza cada vez más germánica, el Imperio romano posterior a 410 tenía poco en común con el Imperio anterior. En 410, Britania estaba prácticamente despojada de tropas romanas, y en 425 ya no era parte del Imperio, y gran parte del oeste de Europa estaba acosado «por todo tipo de calamidades y desastres», terminando en manos de reinados bárbaros de vándalos, suevos, visigodos y burgundios.
El resto del territorio romano, si no su propia naturaleza, fue defendido durante las décadas posteriores a 410 principalmente por Flavio Aecio, que consiguió enfrentar a todos los invasores bárbaros los unos con los otros: en 436 lideró un ejército huno contra los visigodos en la batalla de Arlés y de nuevo en 436 en la batalla de Narbona; luego en 451 lideró un ejército combinado que incluía a sus anteriores enemigos, los visigodos, contra los hunos en la batalla de los Campos Cataláunicos, derrotándoles con tanta contundencia que, aunque posteriormente saquearon Concordia, Altinum, Mediolanum y Ticinum y Patavium, nunca volvieron a amenazar directamente a Roma. A pesar de ser el único campeón del Imperio de esta época, Aecio fue asesinado por el propio emperador Valentiniano III, llevando a Sidonio Apolinar a observar: «Ignoro, señor, sus motivos o provocaciones: sólo sé que ha actuado como un hombre que se ha cortado su mano derecha con la izquierda».
Cartago, la segunda ciudad más grande del imperio, se perdió junto con gran parte del Norte de África en 439 a manos de los vándalos, y el destino de Roma pareció sellado. En 476, lo que quedaba del imperio estaba completamente en manos de tropas federadas germánicas y, cuando se sublevaron liderados por Odoacro y depusieron al emperador Rómulo Augusto, no había nadie para detenerles. Odoacro controlaba la parte del Imperio cercana a Italia y Roma, pero otras partes del mismo estaban gobernadas por visigodos, ostrogodos, francos, alanos y otros. El Imperio de Occidente había caído, y sus restos italianos ya no eran de naturaleza romana. El Imperio bizantino y los godos continuaron luchando por Roma y sus alrededores durante muchos años, aunque a esas alturas la importancia de Roma era insignificante. Tras años de guerras desgastadoras, en 540 la ciudad estaba prácticamente abandonada y desolada y gran parte de su entorno se había convertido en una ciénaga malsana: un final poco glorioso para una ciudad que había gobernado gran parte del mundo conocido.
En este punto, la historia militar romana se convierte en la historia militar bizantina.

## Valoraciones
Hay pocos ejércitos, antiguos o modernos, que hayan combatido tan extensamente y durante tan largo tiempo como el ejército romano. A pesar de la famosa afirmación de Napoleón de que «Los galos no fueron conquistados por los [ejércitos] romanos, sino por César», no es menos cierto que los romanos estaban dispuestos a soportar tremendas pérdidas humanas en el ejercicio de sus campañas. Aunque los generales romanos solían compartir el destino de sus soldados, fue de los millones de soldados del ejército romano de donde surgió el mayor sacrificio y, durante gran parte de la historia de Roma, sus soldados lucharon leal y desinteresadamente por el estado y sus hogares.
Sin embargo, en el Bajo Imperio, los soldados seguían a sus comandantes poco más que por la promesa de oro: aun así, y a pesar de que Roma debía hacer frente a grandes amenazas externas, hubieran sido capaces de resistirlas si no se hubieran visto obligados a combatir entre ellos mismos tan a menudo y si sus generales no hubieran conspirado para usurpar el trono en lugar de apoyarlo.
Aunque la opinión tradicional ha sido que la expansión romana fue una empresa noble justificada porque «portaba la antorcha de la civilización hacia la oscuridad bárbara», recientemente ha surgido una opinión alternativa que sostiene que el florecimiento de Roma que siguió a su expansión militar tuvo lugar sólo a expensas de la extinción de otras culturas emergentes y vigorosas, como los celtas y los dacios. Quizás el mismo hecho de que gran parte del legado, leyes, instituciones y conceptos de la vida occidental estén influidos por una Roma de la que hemos heredado tanto engendre la idea de que Roma era la única cultura que tenía algo que ofrecer —que no se perdió mucho con esas culturas que extinguieron los ejércitos romanos— y esconda el hecho de que gran parte de Europa se desarrolló a partir un monocultivo romano.